# Shingle Street
Shingle Street – osada w Anglii, w hrabstwie Suffolk. Leży 21 km na wschód od miasta Ipswich i 124 km na północny wschód od Londynu.